# Barbara Andolina
Barbara Andolina (Avola, 16 ottobre 1978) è un'ex judoka italiana.

## Biografia
Nata ad Avola, in provincia di Siracusa, nel 1978, ha ottenuto due bronzi europei nel 2002, quando è arrivata terza a Maribor sia nei +78 kg (pesi massimi), sia nella classe open, nel primo caso dietro alla tedesca Sandra Köppen e alla francese Anne-Sophie Mondière, nel secondo dietro alla tedesca Katja Gerber e alla russa Tea Donguzašvili.
A 25 anni ha partecipato ai Giochi olimpici di Atene 2004, nei +78 kg, uscendo ai quarti di finale, sconfitta dalla russa Tea Donguzašvili, poi bronzo e poi al ripescaggio, battuta dalla sudcoreana Choi Sook-ie.
L'anno successivo ha vinto il bronzo ai Giochi del Mediterraneo di Almería, nei +78 kg, dove ha terminato dietro alla turca Belkıs Zehra Kaya e alla spagnola Sandra Borderieux.

## Palmarès

### Campionati europei
- 2 medaglie:
  - 2 bronzi (+78 kg a Maribor 2002, classe open a Maribor 2002)

### Giochi del Mediterraneo
- 1 medaglia:
  - 1 bronzo (+78 kg ad Almería 2005)